# Closer (película)
Closer (Closer: Llevados por el deseo, en Hispanoamérica; Closer: Cegados por el deseo, en España) es una película estadounidense de 2004 dirigida por Mike Nichols y escrita por Patrick Marber, quien también escribió la obra de teatro homónima, en la que se basó la película. Protagonizada por Julia Roberts, Clive Owen, Natalie Portman y Jude Law, es una historia que está llena de infidelidad, intimidad y una mirada a las relaciones modernas. La película se ambienta en el Londres actual. Portman fue nominada a un Óscar a la mejor actriz de reparto por su desempeño, y Owen fue nominado a un Óscar al mejor actor de reparto. Tanto la película como la obra de teatro han sido consideradas una versión moderna y trágica de la ópera Così fan tutte, de Wolfgang Amadeus Mozart, a la cual se alude tanto en el argumento como en la banda sonora.

## Argumento
Daniel Wool (Jude Law), periodista encargado de la sección de obituarios de un periódico, se enamora de Alice Ayres (Natalie Portman). Tras publicar un libro sobre la vida de Alice, Dan va al estudio de la fotógrafa Anna Cameron (Julia Roberts), con quien coquetea durante la sesión. Alice los interrumpe y le reclama a Anna por estar coqueteando con su novio. 
Una noche, Dan entra a un chat de sexo con la identidad de Anna e inicia una conversación erótica con Larry Gray (Clive Owen), la cual finaliza con una cita en el acuario, donde Dan sabía que Anna estaría ese día. Tras darse cuenta de la broma pesada de Dan, Anna y Larry inician una relación amorosa. 
Un año después, durante una exhibición del trabajo fotográfico de Anna, Larry conoce a Alice y se siente profundamente atraído hacia ella. Mientas tanto Dan coquetea con Anna e inician un romance paralelo a sus relaciones oficiales. 
Tiempo después, Anna se decide confesarle la verdad a su ya esposo, Larry, al mismo tiempo que Dan le dice la verdad a Alice. Alice abandona a Dan y consigue un trabajo como estríper en un club, en el que Larry la encuentra por accidente. Allí la contrata para un baile privado y le pregunta su nombre, a lo que ella responde "Jane Jones", él se molesta y le grita que su nombre es Alice y no tiene por qué mentirle de esa manera. 
Anna y Dan hacen oficial su relación, por lo cual Anna se reúne con Larry para que firme los papeles de divorcio y él le responde que solo los firmará si ella accede a acostarse con él una última vez; ella accede. Cuando Dan se entera de que ella tuvo sexo con Larry se molesta tanto que decide terminar la relación. 
Tiempo después, Dan va al consultorio de Larry y le reclama por estar con Anna, él le dice que lo mejor es que se olvide de Anna y busque a Alice. Dan le grita que no tiene idea dónde está Alice, a lo que Larry le revela el club donde ella trabaja actualmente; antes de que Dan se vaya, Larry le dice que tuvo sexo con ella. 
Alice y Dan están nuevamente juntos en un hotel planeando su viaje a Nueva York para celebrar su 4.º aniversario. Dan decide preguntarle si ella se acostó con Larry, a lo que Alice responde que no, inician una discusión y Dan sale de la habitación. Cuando Dan regresa, Alice acepta que tuvo sexo con Larry y añade que ahora es tarde para su relación. 
Alice viaja sola y cuando está en el punto de inmigración se revela que su verdadero nombre es Jane Jones. 
Dan está caminando por el parque donde se conoció con Jane alias Alice y descubre una loza en la pared en memoria al acto heroico de Alice Ayres en 1885.

## Elenco
- Julia Roberts como Anna Cameron.
- Jude Law como Dan Woolf.
- Natalie Portman como Alice Ayres / Jane Jones.
- Clive Owen como Larry Gray.

## Premios
Premios Óscar
| Año  | Categoría               | Persona         | Resultado |
| ---- | ----------------------- | --------------- | --------- |
| 2004 | Mejor actor de reparto  | Clive Owen      | Nominado  |
| 2004 | Mejor actriz de reparto | Natalie Portman | Nominada  |

Globos de Oro
| Año  | Categoría               | Persona               | Resultado |
| ---- | ----------------------- | --------------------- | --------- |
| 2004 | Mejor película- drama   | Mejor película- drama | Nominada  |
| 2004 | Mejor dirección         | Mike Nichols          | Nominado  |
| 2004 | Mejor actor de reparto  | Clive Owen            | Ganador   |
| 2004 | Mejor actriz de reparto | Natalie Portman       | Ganadora  |
| 2004 | Mejor guion             | Patrick Marber        | Nominado  |

Premios BAFTA
| Año  | Categoría               | Persona         | Resultado |
| ---- | ----------------------- | --------------- | --------- |
| 2004 | Mejor actor de reparto  | Clive Owen      | Ganador   |
| 2004 | Mejor actriz de reparto | Natalie Portman | Nominada  |
| 2004 | Mejor guion adaptado    | Patrick Marber  | Nominado  |

Premio del Sindicato de Actores
| Año  | Categoría               | Persona         | Resultado |
| ---- | ----------------------- | --------------- | --------- |
| 2004 | Mejor actor de reparto  | Clive Owen      | Nominado  |
| 2004 | Mejor actriz de reparto | Natalie Portman | Nominada  |